# 京王食品
京王食品株式会社（けいおうしょくひん）は、ベーカリーショップ「ルパ」(Le repas) を経営する京王グループの製パン企業。京王電鉄沿線でパンの製造販売およびカフェの運営を行う。
1976年9月29日会社設立。本社を東京都多摩市に置く。2009年3月26日、一ノ宮2丁目11-32から関戸2丁目37-3のせいせきさくらゲートへ本社を移転した。「ルパ (repas)」はフランス語で「食事」の意味。

## 概要
京王電鉄の駅ビル・駅ナカ商業施設を中心に、京王線、京王高尾線、京王相模原線、京王井の頭線沿線に店舗を展開している。
月ごとに季節に合わせたパンフェアが行われ、毎月新製品が発売される。一度に焼くパンの量を抑え、常に焼き立てのパンが店頭に並ぶように作られている。敷島製パン（Pasco）製造の業務用冷凍パン生地を使用し、各店舗内でパンを作り電気コンベクションオーブンで焼き上げている。
2013年9月1日より「京王の電車・バス100周年」記念企画として、電車型の紙箱に店内で焼いた電車型クッキーを詰めた「京王電鉄9000系 電車クッキー」を限定販売した。
なお「京王食品株式会社」の社名は、現在の株式会社京王ストアの旧社名（1959年 - 1968年）と同名だが別の企業であり、同じ京王グループであること以外に事業上の関連はない。

### 業態
旧店名は「ベーカリーショップ ルパ」であった。全店舗が、買ったパンを店内で食べられるイートインカフェスペースを設置した「ベーカリー&カフェ ルパ」として営業している。かつてはテイクアウトのみの「ベーカリー ルパ」業態もあったが、最後まで「ベーカリー ルパ」業態で営業していた南大沢店が、2021年3月24日にリニューアルしてイートインカフェが設置され「ベーカリー&カフェ ルパ」に転換したことで、「ベーカリー ルパ」の店名は消滅した。
また一時期は「ブレグラス Blegrace」（Blead+grace）の店名で、テイクアウトのみの業態も展開していた。パンのメニュー内容はルパとほぼ同一で、イートインカフェを設置するスペースがない狭小店舗に出店していた。「ブレグラス」ブランドの撤退に伴い2015年までに全店閉店して現存せず、「ベーカリー ルパ」へ店名変更して営業継続した店舗もなかった。
看板やロゴはグリーン系を基調としていたが、白黒系の新デザインの看板と新ロゴ（カッティングボードに頭文字「R」をあしらったマーク）への転換が順次進められている。「ベーカリーショップ ルパ」時代の面影を残すオレンジ系の旧看板は、幡ヶ谷店で最後まで使用されていたが、2020年4月6日からの改装工事により消滅した。

## 店舗
各店舗についての詳細は、公式サイト「店舗のご案内」を参照。
営業時間は、特記なき店舗は7時から21時まで（イートインカフェの利用は20時まで）。閉店間際には割引セールが開催される。閉店時間が異なる店舗が一部ある。コロナ禍の影響を受け、鉄道利用者の少ない土休日の閉店時間を繰り上げる店舗も増えている。
店舗によってメニュー構成が一部異なり、各店舗の限定メニューも存在する。また吉祥寺店オリジナルの「吉祥寺カレーパン」のように、店舗限定メニューだったものが好評により他店舗でも販売されるようになったものもある。店舗限定コラボメニューについては「#アニメコラボ」を参照。

### 京王線
- 幡ヶ谷店
  - 路面店。京王新線幡ヶ谷駅南口地上「幡ヶ谷西店舗」1F[13]
  - 「ベーカリーショップ ルパ」時代のオレンジ系の旧看板を、最後まで使用していた店舗だった。
  - 2020年4月6日より改装工事のため一時休業[12]、同年7月頃にリニューアルオープン。
  - かつては閉店時間が20時30分と他店より早かったが、リニューアル後、閉店時間が他店と同じく21時まで（日祝は20時閉店）となった。

- 笹塚店
  - 京王クラウン街笹塚 Center1F
  - 2010年9月、リニューアル。
  - 2018年1月より営業時間変更、開店時間が朝7時となる。
  - 2021年10月26日、京王クラウン街笹塚のリニューアルに伴い、笹塚駅改札前へ移転してリニューアルオープン[14]。

- つつじヶ丘店
  - 京王リトナードつつじヶ丘2F
  - 京王リトナードつつじヶ丘完成前から、つつじヶ丘店自体は存在した。
  - 2011年11月25日の京王リトナードつつじヶ丘完成に伴い、同ビル2F改札階へ移転してリニューアルオープン。
  - 窯焼きナポリピッツァ取扱店。

- 調布店
  - トリエ京王調布 A館 B1改札階
  - 2017年9月29日、トリエ京王調布開業と同時に、A館 B1改札階に新規開店[15]。
  - 調布駅周辺では初の出店となる。
  - 看板は白黒系の新タイプのもの。
  - カフェメニューが他店と異なり、店舗限定セットメニュー（フレンチトーストセット、ホットドッグセット）、カフェインレスコーヒーがある。
  - 店舗スペースの関係か、冷蔵紙パック飲料の取り扱いがない。
  - 閉店時間が22時と他店舗より遅い。

- 東府中店
  - 京王リトナード東府中2F
  - 2011年10月20日、京王リトナード東府中完成と同時に、2F改札階に開店。
  - 京王リトナード東府中の改装により、2019年年4月1日から一時休業[16]。
  - 2019年10月10日、京王リトナード東府中の改装によりリニューアルオープン。新店舗の内装は従来の白色基調から、トリエ京王調布に開店した調布店やリニューアル後の府中店と同様、温かみのある木目基調に変わり、イートイン席を増やした。また新店舗は、駅ナカコンビニ「K-SHOP」[注釈 1]、新規出店のマツモトキヨシ東府中駅店[17]（京王ストアがFC経営）との複合店舗として開業した[18][19][20]
    - なお、京王リトナード東府中の複合店舗にマツモトキヨシが含まれるのは、2018年12月13日に京王ストアとマツモトキヨシがフランチャイズ契約を結んだため[21][22]。2019年3月20日には、京王ストア桜ヶ丘店京王聖蹟桜ヶ丘ショッピングセンター2階にマツモトキヨシ聖蹟桜ヶ丘店[23]が開店している（京王ストア2階の日用品・衣料品コーナーを縮小した店舗スペースに出店）。これは京王ストアとのFC1号店であり、私鉄系スーパーとマツモトキヨシのFC契約としては、京成ストア（2018年9月13日）[24]、東急ステーションリテールサービス（2018年10月3日）[25]に続くものとなる。2018年の府中駅構内の京王府中ショッピングセンター「ぷらりと」リニューアル[26]の際にも、マツモトキヨシは京王ストアエクスプレス府中店の向かいに新規出店しており、今回は複合店舗としての出店となる。

- 府中店
  - ぷらりと京王府中（旧：京王府中ショッピングセンター）1F
  - 京王ストア府中店（武蔵府中ル・シーニュ地下1階へ移転前の旧店舗）酒類売場隣にあった。
  - 2013年2月リニューアル。
  - 2017年6月、京王府中ショッピングセンターの改装工事開始。それに伴い、同年7月20日をもって一時休業[27]、工事のため旧店舗は閉鎖された。
  - 2018年3月頃に営業再開予定と案内されていたが[27]、工事の都合により延期、夏頃に営業再開予定と案内された。
  - 2018年7月19日、1年ぶりにリニューアルオープン[28]。京王ストア府中店の旧店舗があったスペースを使用し、改装前より広くなった。新店舗ではイートインスペースが拡大され、内装は調布店と同様の木目基調となり、調布店で導入されたカフェインレスコーヒーもメニューに加わった。また旧店舗では売場とレジカウンターの奥にあったイートインスペースが売場横のレイアウトになり、ガラス張りの客席からは府中駅前のバスターミナルが見える。
    - 京王府中ショッピングセンターは1996年3月20日開業[29][30]。2017年6月よりリニューアル工事が開始され、14店舗がオープンした[29][30]。2018年には京王アートマン府中店がリニューアル、同年11月22日には全館「ぷらりと京王府中」に改称、京王ストアエクスプレス府中店、マツモトキヨシぷらりと京王府中店が開業した[29][30]。

  - 日祝は20時閉店に短縮された。

- 桜ヶ丘店
  - 京王聖蹟桜ヶ丘ショッピングセンター B館1F（聖蹟桜ヶ丘駅西口改札前）[31]
  - 2008年までは京王聖蹟桜ヶ丘ショッピングセンターには2店舗あり、A館1Fにも「せいせきプチショップ」が存在した（詳細は「#閉店した店舗」を参照）。
  - 2011年3月、現在地へ移転。
  - 2021年9月29日、リニューアルオープン。看板が白黒系の新タイプのものへ変更された。

- 高幡店
  - 京王高幡ショッピングセンター3F
  - 京王ストア高幡店のスーパーマーケット内店舗として開店。
  - 2007年3月28日、京王高幡ショッピングセンターがリニューアルオープン[32]。これに伴い3F改札階へ移転。
  - その後、リニューアルの際、看板が白黒系の新タイプのものへ変更された。

### 京王高尾線
- 高尾店
  - 京王リトナード高尾1F
  - 2010年3月リニューアル。
  - 日祝は20:00閉店に短縮された。
  - 2025年1月12日から設備故障のため臨時休業、同年2月6日より営業再開[33]。

### 京王相模原線
- 稲田堤店
  - 路面店。京王稲田堤駅南口改札前
  - 唯一のナチュラルブレッド取扱店。
  - 土日祝は20時閉店に短縮された。

- 稲城店
  - 京王リトナード稲城4F[34]
  - 2006年7月、京王リトナード稲城の完成に伴い、4F改札階に新規開店。
  - 2012年3月リニューアル、看板がオレンジ色からグリーン系のものに交換された。
  - 日祝は20:00閉店に短縮された。
  - 2024年9月18日リニューアル、稲城店限定商品も発売[35]。

- 南大沢店
  - フレンテ南大沢（旧館・駅ビル）1F
  - 南大沢駅改札内から、厨房でパンを焼く様子が見える。
  - 店内に長年イートインスペースがなく、テイクアウトのみで「ベーカリー ルパ」の店名で営業してきた最後の店舗であった。
  - 2021年3月24日、店舗リニューアルでイートインカフェが設置され「ベーカリー&カフェ ルパ」へ店名変更し「ベーカリー ルパ」の店名が消滅。この際に看板が白黒系の新タイプのものへ変更された。

- 堀之内店
  - 京王堀之内駅高架下1F
  - 1F改札前の高架下通路にある。
  - 土日祝は20時閉店に短縮された。
  - 2025年3月6日リニューアル、堀之内店限定商品も発売[36]。

- 橋本店
  - 京王クラウン街橋本2F改札階
  - 2012年8月リニューアル。
  - イートインカフェあり。
  - 閉店時間が21時30分と他店より遅い（かつては22時まで営業していた）。
  - 2025年現在、同一駅に複数店舗があるのは橋本駅のみ。
  - 2024年3月5日リニューアル、橋本店限定商品やランチメニューも発売[37]。

- 橋本店（京王相模原線駅ナカ）
  - 京王相模原線橋本駅改札内
  - 店名は「ベーカリー&カフェ ルパ」だが、テイクアウトのみで、駅構内売店のような扱いである。
  - 閉店時間も他店より早く、平日19時・日祝18時だったが、さらに13時30分閉店に短縮された。

### 京王井の頭線
- 吉祥寺店（キラリナ京王吉祥寺内新店舗）
  - キラリナ京王吉祥寺1F（吉祥寺駅南北自由通路沿い角）
  - 2014年4月23日、キラリナ京王吉祥寺開業と同時に、現店舗が1Fに開店（営業再開）。
  - 窯焼きナポリピッツァ取扱店。
  - カフェメニューが他店と異なり、レモネードや温かいスープ（コーンスープ・ミネストローネ）などがある。
  - 酒類（ハートランドビール）の取り扱いがある唯一の店舗。
  - 閉店時間が22時までと他店舗より遅い。
  - なお旧店舗は、京王吉祥寺駅ビル建て替えにより2010年3月31日閉店（旧店舗については「#閉店した店舗」を参照）。

- 久我山店
  - 久我山駅駅舎1F
  - 2005年に完成した久我山駅の新駅舎1Fに開店。駅北口の商店街に面している。
  - 2021年3月31日、リニューアル。看板が新タイプの白黒ロゴへ変更される。

- 永福町店
  - 京王リトナード永福町2F
  - 2011年3月23日、京王リトナード永福町の完成に伴い、2F改札階に開店。
  - 2021年9月1日、リニューアル。看板が新タイプの白黒ロゴへ変更される。

- 高井戸店
  - 京王リトナード高井戸2F
  - 2022年3月31日、京王リトナード高井戸2F（高井戸駅改札前）に新規開店[4]。

## 閉店した店舗

### ベーカリー&カフェ ルパ
- せいせきプチショップ（聖蹟桜ヶ丘駅）
  - 京王聖蹟桜ヶ丘ショッピングセンターA館1Fにあった小規模店舗。
  - 聖蹟桜ヶ丘駅には、かつては桜ヶ丘店（現存）と2店舗が存在した。
  - イートインコーナーもあったが、パンを焼くオーブンはなく、桜ヶ丘店で焼き上げたパンを持ってきて販売していた。
  - 2008年6月6日閉店。
  - 跡地には、LUSH京王聖蹟桜ヶ丘SC店が出店（2015年5月31日閉店）。

- ベーカリー ルパ吉祥寺店（フレンテ吉祥寺内旧店舗）
  - 京王吉祥寺駅ビルの改築前、フレンテ吉祥寺（旧・京王クラウン街吉祥寺）内にあった[38]。旧店舗の所在地は、武蔵野市吉祥寺南町2丁目1-31[38]。
  - 旧店名の「ベーカリーショップ ルパ」吉祥寺店として開店。イートインカフェもあった[38]。
  - 「ベーカリーショップ ルパ」仕様のオレンジ系の看板を掲げていた[38]。
  - 平日の閉店時間は22時30分と、吉祥寺という場所柄もあり夜遅くまで営業していた[38]。
  - 吉祥寺駅南口再開発による駅改良工事と旧駅ビル解体のため、2010年3月31日のフレンテ吉祥寺営業終了と同時に閉店[38]。
  - 2014年4月23日のキラリナ京王吉祥寺開業と同時に、1Fに新店舗「ベーカリー&カフェ ルパ」吉祥寺店として開店し営業再開（新店舗については「#京王井の頭線」を参照）。

- 千歳烏山店
  - 路面店。千歳烏山駅改良工事により2回移転、業態がイートインありの「ベーカリー&カフェ」から、最終的にテイクアウトのみの「ベーカリー」に変わった。
  - 最初はイートインカフェのある「ベーカリー&カフェ ルパ」千歳烏山店として、千歳烏山駅北口改札前に開店。
  - 2010年に開始された千歳烏山駅改良工事（地下改札を南口・北口地上に移設しバリアフリー化）[39]に伴い、南口の烏山駅前通り商店街「えるもーる烏山」へ移転。この店舗はスーパーマーケット「シミズヤ」烏山店[40]向かいにあり、イートインカフェが存在した。
  - 2011年3月、駅改良工事の進捗[41]に伴い、新設された南口改札前にあった「三京ビル」1階へ再移転。店舗スペースの縮小に伴いイートインカフェを廃止、テイクアウトのみの業態「ベーカリー ルパ」千歳烏山店となる。この場所で閉店まで営業する。
  - 2016年2月29日をもって閉店[42]。閉店時の所在地は、世田谷区南烏山5丁目15-6 三京ビル1F[43]。
  - その後、京王線連続立体交差事業（高架化）工事のため、三京ビルは解体され更地となった。三京ビルのルパの隣の区画にはファミリーマート千歳烏山駅前店が入居し、ルパ閉店後も営業継続していたが閉店した[44]。

- めじろ台店
  - 路面店。めじろ台駅改札横・京王バスロータリー前にあった。所在地は八王子市めじろ台1丁目100-1[45][46]。
  - 1995年4月開店[45]。
  - イートインスペースのある「ベーカリー&カフェ」業態[45][47]。
  - 2011年1月リニューアル[47]。
  - 2019年6月30日をもって閉店。24年間余り同じ場所で営業を続けてきた。公式サイト「閉店のお知らせ」には「長きに渡りご愛顧頂きましたことに深く御礼申し上げます。」と感謝の辞が述べられていた[45]。

- 永山店
  - 京王リトナード永山2F（改札前）[48]
  - 2011年11月、京王リトナード永山の完成に伴い、2F改札階に開店。
  - 2021年7月29日をもって閉店[49]。跡地は1年半以上空きテナントとなっていたが、2023年4月にキッチンオリジンが居抜き出店[50]。

- 仙川店
  - 路面店。フレンテ仙川（駅ビル）隣。所在地は調布市仙川町1丁目42-14[51]。
  - 京王線の跨線橋の脇に位置し、切通しの上に人工地盤を設置して建てられていた。
  - 2013年2月リニューアル、看板デザインや内装が変更となった。
  - 仙川駅改良工事に伴い、2022年12月26日をもって閉店。最後までグリーンのロゴを掲げて営業していた[52]。閉店後に建物は解体され、人工地盤も外された。

- 北野店
  - 京王リトナード北野1F[53]。
  - 2012年3月リニューアル。
  - 社会貢献活動として、地域の子ども食堂「子ども食堂カフェ北野」にパンを提供していた[54]。
  - 2023年7月28日をもって閉店[55][56][57]。跡地は1年半ほど空きテナントとなっていたが、2024年12月18日にキッチンオリジンが居抜き出店[57]。

- 京王八王子店
  - 京王八王子ショッピングセンター1F（正面エントランス左手）[58]。
  - 2013年10月30日、京王八王子ショッピングセンターの改装に伴いリニューアル。
  - 北野店の閉店後は、子ども食堂への支援を引き継ぎ「子ども食堂カフェ北野」にパンを提供していた[54]。
  - 2024年3月31日、京王八王子ショッピングセンターの閉館に伴い閉店[59]。

- 桜上水店
  - 京王線桜上水駅前
- 芦花公園店
  - 京王線芦花公園駅前
- 浜田山店
  - 京王井の頭線浜田山駅前
- しもきた店
  - 京王井の頭線下北沢駅前
  - イートインカフェがあった。
- 立川店
  - JR立川駅前
  - 唯一の京王沿線外の店舗であった。

### ブレグラス
- 新宿南口店
  - 新宿駅南口、京王新線の新線新宿駅地上付近の西新宿1丁目交差点角「新宿南口ビル」1Fにあった。また同ビルには京王観光の営業所（こちらも現存しない）も出店していた[60]。
  - 2012年1月、ブレグラス府中店と同時に閉店[61]。
  - なお、出店していた新宿南口ビルは現存する。所在地は渋谷区代々木2丁目8-5[62]。

- ブレグラス府中店
  - 府中駅北口改札を出てすぐ、京王府中ショッピングセンター2F「ぷらりと」（全館リニューアル前の旧「ぷらりと」）内にあった[63]。
  - 2012年1月、ブレグラス新宿南口店と同時に閉店[61]。
  - 跡地には、餃子テイクアウト店「くりばやし」が出店[64]。
  - なお、京王府中ショッピングセンター1Fにも「ルパ府中店」があった。ルパ府中店はリニューアル後の新「ぷらりと」で営業再開している（ルパ府中店については「#京王線」を参照）。

- 明大前店
  - 2007年5月24日のフレンテ明大前開業に伴い、B1Fに開店。
  - 京王井の頭線下り3番ホーム上にあった[65]。
  - 2015年3月25日閉店[66]。
  - 跡地には、京王ストア（旧・京王リテールサービス）の経営する駅ナカ菓子店「Sweets Mode（スイーツモード）明大前」が出店[67]。

- 多摩センター店
  - 2009年11月20日、京王多摩センターSC（旧・京王クラウン街多摩センター）リニューアルオープンと同時に開店。
  - 京王多摩センター駅中央口改札横の駅ナカコンビニ「K-Shop」隣にあった[68]。
  - 2015年4月15日閉店[69]。
  - 跡地には、おにぎりテイクアウト店「おむすび権兵衛」が出店[70]。

## アニメコラボ
一部店舗では、ご当地ゆかりの漫画やアニメのコラボメニューが販売されることがある。
- 『ちはやふる』の舞台となった府中市の府中店・東府中店では、作中に登場するあんパンを再現したコラボメニュー「ふあんパン」「麿んパン」が発売された（「麿んパン」は中身が栗あん）。イベント「ちはやふるフェスティバル in 府中」の一環として2016年11月12日より期間限定販売、パッケージにも『ちはやふる』のイラスト入りシールが貼られていた[71]。現在は販売終了している[72]。

- 『一週間フレンズ。』の舞台となった多摩市の桜ヶ丘店では、作中に登場するパンを再現したコラボメニュー「たまコッペ」が2014年4月26日より発売された。コッペパンにたまごサラダとコールスロー、コーンを加えた具をはさんだもので、期間限定という形ではなく数年間にわたり店舗限定メニューとして販売されていた[7][73][74]。桜ヶ丘店の店頭にも『一週間フレンズ。』の看板やPOPが展示されていた[74]。またアニメの広告協力を京王電鉄が行っており、エンディングのスタッフロールでも「宣伝協力 京王グループ」としてクレジットされている。

## 出店する主な駅ナカ商業施設
- 京王聖蹟桜ヶ丘ショッピングセンター - 別館「せいせきさくらゲート」に本社を置く
- 京王クラウン街 - 京王リトナード、フレンテなどを含む
- フレンテ南大沢
- キラリナ京王吉祥寺
- トリエ京王調布
- 京王高幡ショッピングセンター
- 京王八王子ショッピングセンター - SC営業中に出店していた
- 京王多摩センターSC - 「ブレグラス」ブランドで出店していた